# Matteo Abbate
Matteo Abbate (Orbetello, 21 agosto 1983) è un allenatore di calcio ed ex calciatore italiano, di ruolo difensore, tecnico della formazione Primavera del Südtirol.

## Caratteristiche tecniche
Nella sua carriera poteva essere utilizzato sia come difensore centrale e sia come terzino destro.

## Carriera

### Giocatore
Cresciuto calcisticamente nelle giovanili del Piacenza, esordisce in prima squadra e in Serie A il 16 marzo 2003, giocando da titolare contro l'Atalanta. In quella stagione colleziona in tutto 6 presenze, le uniche nella massima serie. Nelle stagioni successive, in Serie B, trova progressivamente più spazio, fino ad un massimo di 23 presenze nella stagione 2004-2005.
Dalla stagione successiva, però, retrocede nelle gerarchie della difesa piacentina, e nel gennaio 2007 viene ceduto in prestito all'Ancona, in Serie C1. Con la maglia dorica gioca 6 partite prima di rientrare al Piacenza, dove viene impiegato come riserva ancora per due stagioni, realizzando anche i suoi primi due gol da professionista.
Al termine della stagione 2008-2009 si svincola dal Piacenza e il 19 agosto 2009 passa al Gallipoli, neopromosso in serie B. Nel Salento riconquista il posto da titolare collezionando 30 presenze e una rete, ma non evita la retrocessione in Prima Divisione. In seguito al fallimento del Gallipoli si ritrova nuovamente svincolato e nel luglio 2010 passa all'Hellas Verona, società per cui firma un contratto biennale e con cui conquista la promozione in Serie B nella stagione 2010/11.
Segna la sua prima rete in maglia veronese il 9 ottobre 2011 nella sconfitta interna per 3-1 contro il Torino.
All'inizio della sessione di mercato invernale 2013 Abbate passa in prestito alla Pro Vercelli, sempre in Serie B; con i piemontesi disputa la seconda parte del campionato, terminato con la retrocessione. Tornato a Verona, nell'agosto 2013 viene ceduto a titolo definitivo alla Cremonese, militante Lega Pro Prima Divisione.
Nel luglio 2014 passa al Pavia, dove resta per due stagioni di Lega Pro. Svincolato a seguito della mancata iscrizione della società, nell'agosto 2016 torna al Piacenza, neopromosso in terza serie; disputa una stagione da rincalzo, alternandosi in difesa con i compagni Sciacca, Silva e Pergreffi.
Il 3 luglio 2017 firma un biennale con l'altra squadra cittadina, il Pro Piacenza. Dopo aver saltato gran parte della stagione a causa di un grave infortunio al ginocchio, il 19 marzo 2018 annuncia il ritiro dal calcio giocato, con l'intenzione di diventare allenatore.

### Nazionale
Abbate ha all'attivo 12 presenze con la Nazionale Under-20.

### Allenatore
L'11 agosto 2018 diventa il vice di Stefano Rossini alla Vigor Carpaneto, formazione piacentina di Serie D.
Il 20 luglio 2019 viene comunicato l'organigramma tecnico della società Monza, dove Abbate compare col ruolo di Responsabile e Coordinatore Area Difensiva. L'anno successivo passa alla guida della formazione Under-16.
Nell'estate 2021 viene nominato allenatore della formazione Primavera dell'Alessandria. Dopo una sola stagione, lascia l'incarico per tornare una terza volta al Piacenza, sempre come allenatore della Primavera. Il 19 febbraio 2023 viene promosso in prima squadra in sostituzione dell'esonerato Cristiano Scazzola  ma termina la stagione all’ultimo posto retrocedendo in Serie D.
Nella stagione successiva viene ingaggiato dalla Pergolettese militante in serie C, come capoallenatore. Il 15 febbraio 2024, con la squadra scesa al quart'ultimo posto, viene sollevato dall'incarico.
Nell'estate 2024 diventa allenatore della formazione U19 del Sudtirol che milita nel campionato Primavera 2 Girone A, piazzandosi al settimo posto nella classifica finale.

## Statistiche

### Presenze e reti nei club
| Stagione        | Squadra         | Campionato      | Campionato | Campionato | Coppe nazionali | Coppe nazionali | Coppe nazionali | Coppe continentali | Coppe continentali | Coppe continentali | Altre coppe | Altre coppe | Altre coppe | Totale | Totale |
| Stagione        | Squadra         | Comp            | Pres       | Reti       | Camp            | Pres            | Reti            | Camp               | Pres               | Reti               | Comp        | Pres        | Reti        | Pres   | Reti   |
| --------------- | --------------- | --------------- | ---------- | ---------- | --------------- | --------------- | --------------- | ------------------ | ------------------ | ------------------ | ----------- | ----------- | ----------- | ------ | ------ |
| 2002-2003       | Piacenza        | A               | 6          | 0          | CI              | 3               | 0               | -                  | -                  | -                  | -           | -           | -           | 9      | 0      |
| 2003-2004       | Piacenza        | B               | 12         | 0          | CI              | 0               | 0               | -                  | -                  | -                  | -           | -           | -           | 12     | 0      |
| 2004-2005       | Piacenza        | B               | 23         | 0          | CI              | 0               | 0               | -                  | -                  | -                  | -           | -           | -           | 23     | 0      |
| 2005-2006       | Piacenza        | B               | 8          | 0          | CI              | 0               | 0               | -                  | -                  | -                  | -           | -           | -           | 8      | 0      |
| 2006-gen.2007   | Piacenza        | B               | 0          | 0          | CI              | 1               | 0               | -                  | -                  | -                  | -           | -           | -           | 1      | 0      |
| gen.-giu.2007   | Ancona          | C1              | 6          | 0          | -               | -               | -               | -                  | -                  | -                  | -           | -           | -           | 6      | 0      |
| 2007-2008       | Piacenza        | B               | 8          | 1          | CI              | 1               | 0               | -                  | -                  | -                  | -           | -           | -           | 9      | 1      |
| 2008-2009       | Piacenza        | B               | 16         | 1          | CI              | 1               | 0               | -                  | -                  | -                  | -           | -           | -           | 17     | 1      |
| 2009-2010       | Gallipoli       | B               | 30         | 1          | CI              | 0               | 0               | -                  | -                  | -                  | -           | -           | -           | 30     | 1      |
| 2010-2011       | Verona          | LP              | 19+2       | 0          | LPCI            | 2               | 0               | -                  | -                  | -                  | -           | -           | -           | 21     | 0      |
| 2011-2012       | Verona          | B               | 30+1       | 4          | CI              | 3               | 1               | -                  | -                  | -                  | -           | -           | -           | 34     | 5      |
| 2012-gen. 2013  | Verona          | B               | 9          | 0          | CI              | 2               | 0               | -                  | -                  | -                  | -           | -           | -           | 11     | 0      |
| Totale Verona   | Totale Verona   | Totale Verona   | 58+3       | 4          |                 | 7               | 1               |                    | -                  | -                  |             | -           | -           | 68     | 5      |
| gen.-giu. 2013  | Pro Vercelli    | B               | 12         | 0          | -               | -               | -               | -                  | -                  | -                  | -           | -           | -           | 12     | 0      |
| 2013-2014       | Cremonese       | 1D              | 24         | 0          | CI+CI LP        | 0+3             | 0               | -                  | -                  | -                  | -           | -           | -           | 27     | 0      |
| 2014-2015       | Pavia           | LP              | 19         | 1          | CI+CI LP        | 0+1             | 0               | -                  | -                  | -                  | -           | -           | -           | 20     | 1      |
| 2015-2016       | Pavia           | LP              | 9          | 0          | CI+CI-LP        | 0               | 0               | -                  | -                  | -                  | -           | -           | -           | 9      | 0      |
| Totale Pavia    | Totale Pavia    | Totale Pavia    | 28         | 1          |                 | 1               | 0               |                    | -                  | -                  |             | -           | -           | 29     | 1      |
| 2016-2017       | Piacenza        | LP              | 20+2       | 0          | CI-LP           | 0               | 0               | -                  | -                  | -                  | -           | -           | -           | 22     | 0      |
| Totale Piacenza | Totale Piacenza | Totale Piacenza | 93+2       | 2          |                 | 6               | 0               |                    |                    |                    |             |             |             | 101    | 2      |
| 2017-mar. 2018  | Pro Piacenza    | C               | 3          | 0          | CI+CI-C         | 1+0             | 0               | -                  | -                  | -                  | -           | -           | -           | 4      | 0      |
| Totale carriera | Totale carriera | Totale carriera | 254+5      | 8          |                 | 18              | 1               |                    | -                  | -                  |             | -           | -           | 277    | 9      |

### Statistiche da allenatore
Statistiche aggiornate al 15 febbraio 2024.
| Stagione        | Squadra         | Campionato      | Campionato | Campionato | Campionato | Campionato | Coppe nazionali | Coppe nazionali | Coppe nazionali | Coppe nazionali | Coppe nazionali | Coppe continentali | Coppe continentali | Coppe continentali | Coppe continentali | Coppe continentali | Altre coppe | Altre coppe | Altre coppe | Altre coppe | Altre coppe | Totale | Totale | Totale | Totale | % Vittorie | Piazzamento       |
| Stagione        | Squadra         | Comp            | G          | V          | N          | P          | Comp            | G               | V               | N               | P               | Comp               | G                  | V                  | N                  | P                  | Comp        | G           | V           | N           | P           | G      | V      | N      | P      | %          | Piazzamento       |
| --------------- | --------------- | --------------- | ---------- | ---------- | ---------- | ---------- | --------------- | --------------- | --------------- | --------------- | --------------- | ------------------ | ------------------ | ------------------ | ------------------ | ------------------ | ----------- | ----------- | ----------- | ----------- | ----------- | ------ | ------ | ------ | ------ | ---------- | ----------------- |
| feb.-giu. 2023  | Piacenza        | C               | 10         | 3          | 5          | 2          | CI-C            | -               | -               | -               | -               | -                  | -                  | -                  | -                  | -                  | -           | -           | -           | -           | -           | 10     | 3      | 5      | 2      | 30,00      | Sub., 20º (retr.) |
| 2023-feb. 2024  | Pergolettese    | C               | 26         | 8          | 3          | 15         | CI-C            | 1               | 0               | 0               | 1               | -                  | -                  | -                  | -                  | -                  | -           | -           | -           | -           | -           | 27     | 8      | 3      | 16     | 29,63      | Eson.             |
| Totale carriera | Totale carriera | Totale carriera | 36         | 11         | 8          | 17         |                 | 1               | 0               | 0               | 1               |                    | -                  | -                  | -                  | -                  |             | -           | -           | -           | -           | 37     | 11     | 8      | 18     | 29,73      |                   |